# لمجد الشهودي
لمجد الشهودي (8 مايو 1986) لاعب كرة قدم تونسي الجنسية إماراتي المولد في مركز الهجوم من 2015 كما يجيد اللعب في المهاجم.

## روابط خارجية
- لمجد الشهودي على موقع اتحاد تركيا (لاعب) (الإنجليزية)
- لمجد الشهودي على موقع قاعدة بيانات كرة القدم.إي يو (الإنجليزية)
- لمجد الشهودي على موقع ناشيونال فوتبول تيمز (الإنجليزية)
- لمجد الشهودي على موقع Soccerway.com (الإنجليزية)
- لمجد الشهودي على موقع عالم كرة القدم.نت (الإنجليزية)